# As-Sukajlabijja (dystrykt)
As-Sukajlabijja – jedna z 5 jednostek administracyjnych drugiego rzędu (dystrykt) muhafazy Hama w Syrii.
W 2004 roku dystrykt zamieszkiwało 238 211 osób.